# Motorola 68851
Motorola 68851 är en extern Memory Management Unit för Motorola 68020. Efterföljande processorer som t.ex. Motorola 68030 har integrerad MMU.